# Johann Christian Senckenberg

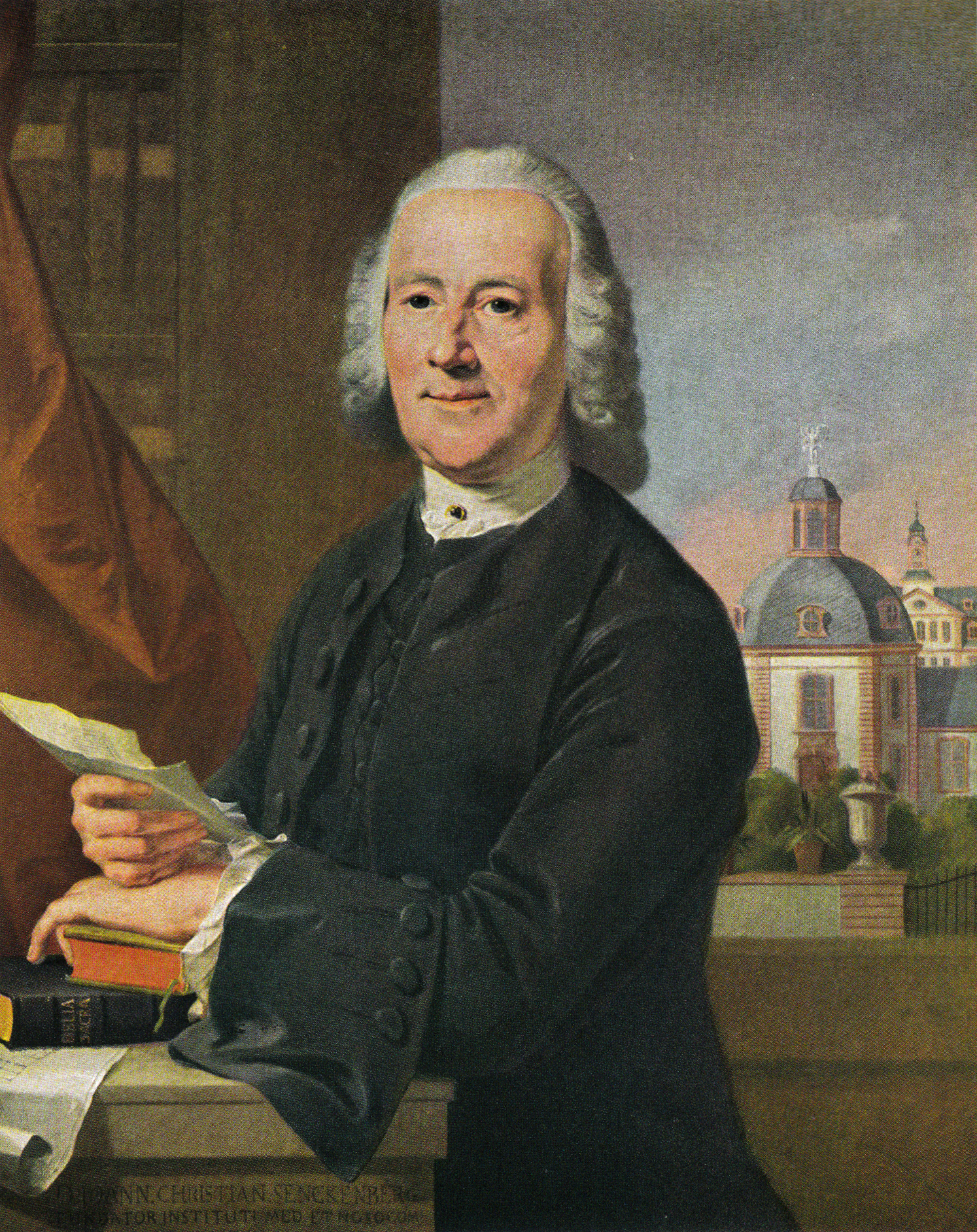
Johann Christian Senckenberg.

Johann Christian Senckenberg, född 28 februari 1707 i Frankfurt am Main, död där 15 november 1772, var en tysk läkare och mecenat. 
Senckenberg blev medicine doktor i Göttingen 1737, var läkare i fädernestaden från 1740, blev livmedikus hos lantgreven av Hessen-Kassel 1757 och inrättade 1763 en stiftelse, omfattande dels, för det medicinska studiets upphjälpande, ett institut med bibliotek, naturaliemuseum, laboratorium och botanisk trädgård, dels, för stadens behov, ett stort sjukhus. Med Senckenberginstitutet införlivades sedermera åtskilliga andra stiftelser, föreningar och samlingar.